# Шадринское военное авиационное училище штурманов
Шадринское военное авиационное училище штурманов — военное учебное заведение, находившееся в Шадринске (Курганская область).

## История

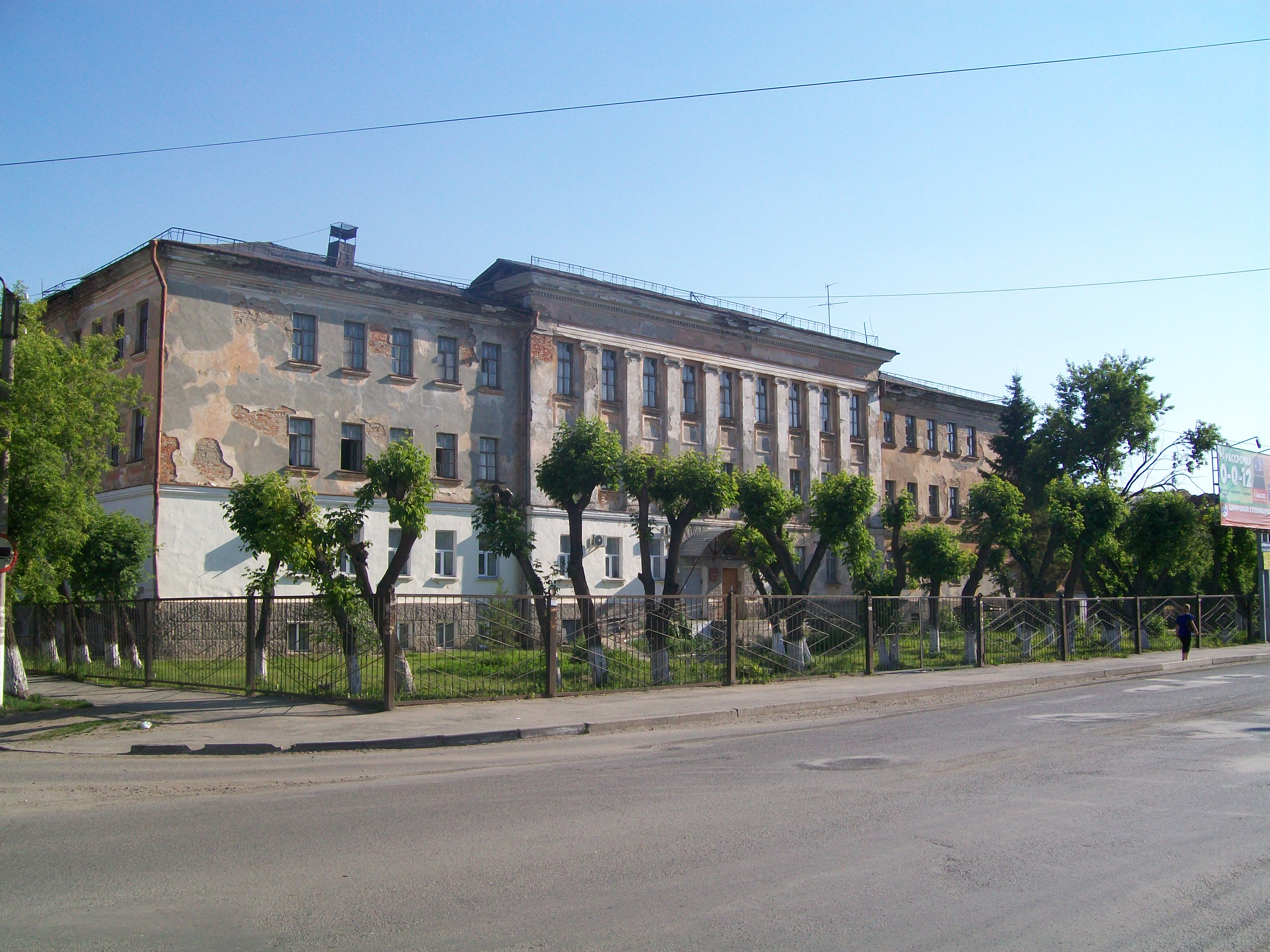

23 Шадринское военное авиационное училище штурманов было сформировано в 1951 году и переведено в г. Шадринск с военного аэродрома в с. Бада Забайкальского края в сентябре 1954 года. Оно располагало хорошей учебной базой, которая перешла училищу от располагавшейся в городе ранее Лугинской военной школы авиамехаников. Для курсантов училища был построен военный городок, 4-этажный учебный корпус, военный учебный аэродром с бетонной взлётно-посадочной полосой 2500/40 метров, находящийся в 4 километрах от училища в посёлке Осеево. Футбольная команда училища шесть раз становилась обладателем Кубка области, играла в Кубке РСФСР.
В состав училища входили 903 и 909 учебные авиационные полки.
В 1960 году училище расформировано. На территории городка расположились учебно-лётный отдел Челябинского ВВАКУШа (туда же переданы аэродром и учебные авиационные полки), а так же управление 18-й гвардейской ракетной дивизии РВСН, а с 1964 по 1979 годы — управление 17-й ракетной бригады РВСН. После 1979 года на территории военного городка располагались различные войсковые части Шадринского гарнизона вооружённых сил СССР и РФ. В 1990-х — 2012 году в корпусах училища был расположен военный госпиталь, В настоящее время часть зданий заброшена, часть продана в народное хозяйство.

## Командование

### Начальник Шадринского ВАУШ
Голиадзе, Лаврентий Алексеевич (3.01.1909 – 06.1973 г.г.) генерал-майор авиации, первый и единственный начальник 23 Шадринского военного авиационного училища штурманов. Участник советско-финской, Великой Отечественной войны и войны с Японией. Награждён многими боевыми орденами и медалями. С 1960 по 1963 начальник Главного управления гражданской авиации Грузинской ССР. До 1971 года работал в Министерстве гражданской авиации СССР. Похоронен в г. Махарадзе (ныне — Озургети) в Грузии, где в его честь названа улица. Единственная дочь с зятем проживают в Москве.

### Заместители начальника ВАУШ и преподавательский состав
Максимов, Николай Васильевич — подполковник, заместитель начальника Шадринского ВАУШ по лётной подготовке (с июня 1951 по 8 марта 1952 года), Герой Советского Союза, участник Великой Отечественной войны, награждён 2 орденами Ленина, 2 орденами Боевого Красного Знамени, орденами Александра Невского, Отечественной Войны 1 степени, многими медалями. Погиб при исполнении служебных обязанностей в авиакатастрофе 8 марта 1952 года в Забайкалье. Похоронен в селе Бада Забайкальского края.
Лёвин, Григорий Тимофеевич - полковник, заместитель начальника училища по лётной подготовке с 1952 по 1959 год. Герой Советского Союза.
Мосеев, Леонид Иванович — выпускник Челябинского ВАКУШа. С 1955 г. по 1960 г. преподаватель кафедры бомбометания. После расформирования училища в 1960 г. был направлен для прохождения службы в сформированную в Шадринске 205 ракетную бригаду на должность начальника ВШМС, которая 17 апреля 1961 года развёрнута в  18 гвардейскую ракетную Смоленскую орденов Суворова и Кутузова дивизию РВСН. Закончил военную службу в звании подполковника на должности заместителя начальника оперативного отделения 43 дивизии РВСН.

## Знаменитые выпускники
- Анатолий Бурков — в 1953 году поступил в Шадринское авиационное училище штурманов. Окончив его в 1956 году, служил в ВВС, в основном на Урале. В 1969 году окончил Военно-воздушную академию, был оставлен в адъюнктуре, после которой уехал в Челябинск преподавателем авиационного училища штурманов. Затем служил в штабе ВВС Уральского военного округа. В 1981 году написал рапорт с просьбой направить его в Афганистан. Заместитель начальника управления ВВС 40-й армии. Участвовал в нескольких боевых операциях, был награждён орденом Красной Звезды. Погиб 12 октября 1982 года в ходе армейской операции. Сын - Бурков Валерий Анатольевич, Герой Советского Союза.
- Лев Ильчук (02.08.1938-18.10.2012) — заместитель Министра гражданской авиации СССР в 1980-х годах. С 1982 по 1986 годы, советник при Министре транспорта Республики Куба по вопросам гражданской авиации. Заслуженный штурман СССР. Академик Российской Академии транспорта. Председатель Совета Клуба «Опыт» (Москва). Награждён орденами Трудового Красного Знамени, Знак Почёта", многими медалями.
- Николай Алфёров — в 1955 году закончил Шадринское военное авиационное училище штурманов. Заслуженный штурман-испытатель СССР (1974). Руководитель полетов 1 класса. После службы в вооружённых силах, принят лётчиком-испытателем в Летно-исследовательский институт им. М. М. Громова, затем помощник начальника летно-испытательной и доводочной базы Московского машиностроительного завода им. П. О. Сухого по штурманской службе. Внёс большой вклад в развитие палубной авиации и подготовке лётного состава ВМС.
- Лагун, Леонид Демидович - в 1957 году окончил Шадринское военное авиационное училище штурманов по специальности "Штурман фронтовой авиации". В 1967 закончил командный факультет Высшего авиационного училища гражданской авиации (ОЛАГА - ныне Санкт-Петербургский государственный университет гражданской авиации) и получил квалификацию "Штурман-инженер". Освоил следующие типы самолётов: ТУ-4, ИЛ-28, ЛИ-2, ИЛ-14, ИЛ-18, АН-10, АН-12, АН-24, ТУ-124, ТУ-134, ТУ-154. Первый и последний флаг-штурман, затем Главный штурман Белорусского Управления гражданской авиации (БУГА) с 1973-1986 годы. Заместитель начальника БУГА по штурманской службе. Общий суммарный безаварийный налет на всех типах самолетов в гражданской авиации 14482 часов.  Заслуженный штурман СССР .(Указ № 0813). "Ветеран труда СССР".(Леанід Дзямідавіч Лагун (см. be.wikipedia.org/wiki).
- Демяновский Валентин Александрович (1936 г. р.) - окончил Шадринское военное авиационное училище штурманов по специальности "Штурман фронтовой авиации". Служил в ВВС на должности штурмана экипажа самолёта Ил-28, Миг-15 и др.. Штурман-инструктор 1 класса. Мастер спорта СССР по парашютному спорту. Член сборной команды СССР по парашютному спорту. Выполнил 2116 парашютных прыжков. Преподаватель Краснодарского авиационного училища на отделении стран Варшавского договора. Награждён девятью государственными наградами.
- Рычков, Виленин Фёдорович (05.12.1928 г. р.). С 13 лет работал на заводе им. Сталина (Шадринский автоагрегатный завод), пройдя путь от ученика прессовщика до инженера-нормировщика. В 1958 году окончил Шадринское военное авиационное училище штурманов по специальности "Штурман фронтовой авиации", в 1969 году Челябинское ВВАКУШ по специальности "Штурман-инженер". Военный штурман 1 класса, штурман-инструктор. За годы службы освоил Як-12м, Ли-2, ИЛ-28, ТУ-4, ТУ-124, ТУ-134, налетав более 5000 часов. С 1980 года в отставке. Работал тренером-преподавателем в Зауральском колледже физической культуры и здоровья. Отличник физической культуры и спорта РФ. Внёс большой вклад в развитие лёгкой атлетики Зауралья. Автор книг по истории развития спорта в Курганской области, исторических краеведческих очерков.
- Фёдоров, Дмитрий Григорьевич, окончил Шадринское военное авиационное училище штурманов по специальности "Штурман фронтовой авиации" в 1958 году. Работал в ЛИИ им. Громова 43 года. Заслуженный штурман-испытатель СССР (16.11.1973). Провёл испытания навигационных систем на Ту-104 и Ил-62; систем вооружения на Як-28П, двигателей на Ту-16ЛЛ; систем десантирования на Ан-12.
- Удалов, Валентин Арсентьевич, окончил Шадринское военное авиационное училище штурманов по специальности "Штурман фронтовой авиации" в 1959 году, позже Ленинградское высшее авиационное училище.  Заслуженный штурман СССР, "Почётный полярник", действительный член Петровской академии наук и искусств и Русского географического общества. В условиях Заполярья освоил следующие типы воздушных судов: Ан-2, Ил-14, Ли-2, Ми-8, Ми-6, Ан-12, Ан-26, ТУ-154, ИЛ-76. Общий безаварийный налёт на всех типах воздушных судов более 15000 часов. Обеспечивал проводку судов через льды Северного Ледовитого океана. Главный штурман Красноярского управления гражданской авиации. Начальник первого частного авиационного полярного отряда «СОЛО-ПОЛЮС». Член инициативной группы создания Красноярского музея Крайнего Севера.

## Вооружение
- Ил-28
- Ли-2
- Ту-4 и др.